# Ладислав Раковац
Ладислав Раковац (хрв. Ladislav Rakovac; Вараждин, 6. децембар 1847 — Загреб, 14. април 1906) је био хрватски лекар интерниста, заслужан за унапређење јавног здравства у Хрватској.